# Julius Lange (maler)
 For alternative betydninger, se Julius Lange (flertydig). (Se også artikler, som begynder med Julius Lange)
Julius Lange (17. august 1817 i Darmstadt – 25. juni 1878 i München) var en tysk maler, broder til arkitekten Ludwig Lange.
Lange, der gerne malede alpelandskaber, skylder især sin lærer Schirmer i Düsseldorf og Rottmanns kunst meget i sin udvikling. Der gavs ham forskellige opgaver fra flere italienske akademier. 1857 tog han til Meksiko som tegnelærer for kejserinde Charlotte; hjemkommet til München blev han stærkt sysselsat af kong Maximilian og senere (1867 hofmaler) af kong Ludvig II. To af hans landskaber findes i Münchens nye Pinakotek.